# Graz 99ers
Graz 99ers je avstrijski hokejski klub, ki igra v Ligi EBEL. Domače tekme igrajo v Gradcu v Avstriji. Njihova dvorana se imenuje Eisstadion Liebenau.